# Düchelsdorf
Düchelsdorf ist eine Gemeinde im Kreis Herzogtum Lauenburg in Schleswig-Holstein.

## Geschichte

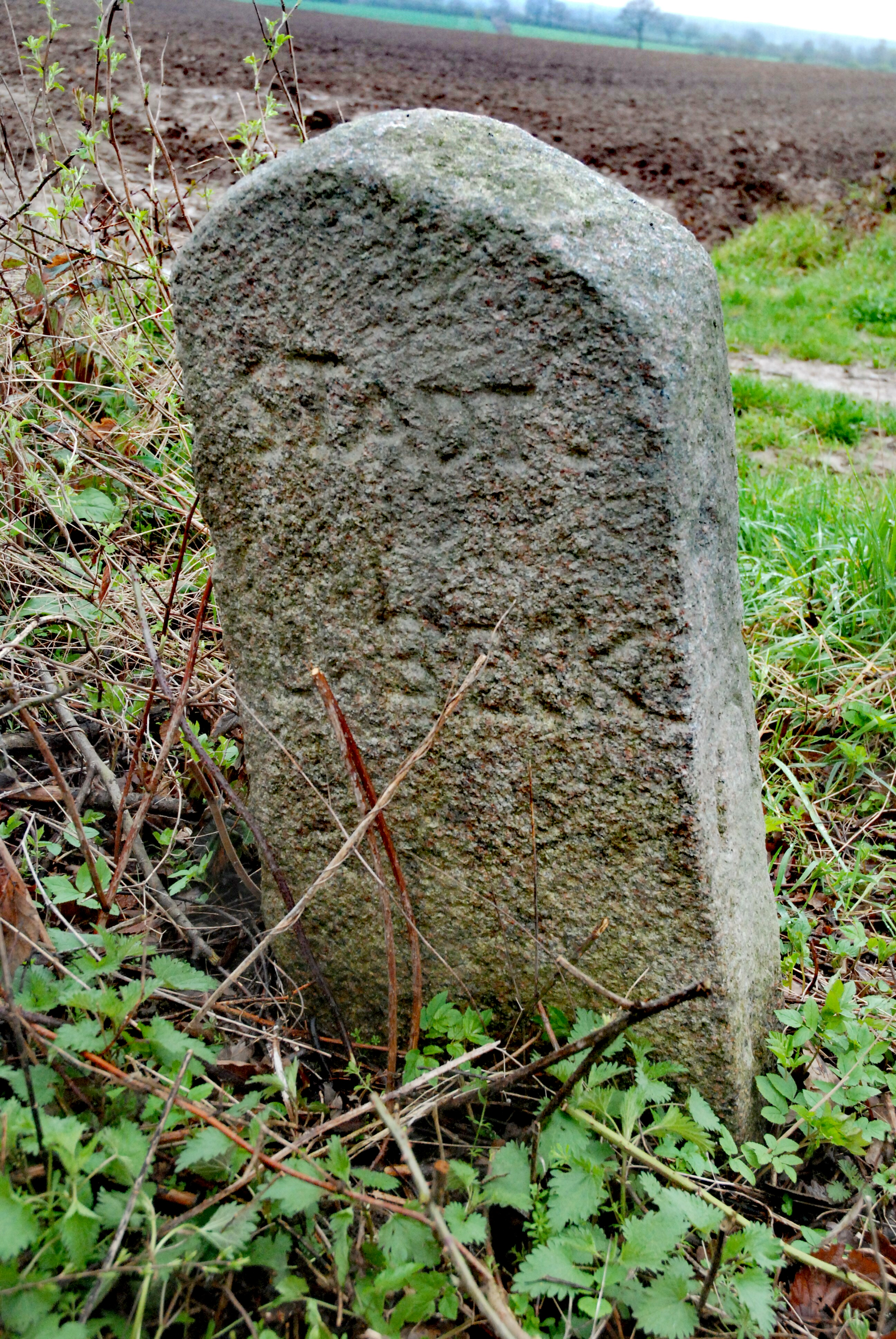
Alter Lübecker Grenzstein an der Ortsgrenze zu Klinkrade

Das Dorf wurde 1337 zum ersten Mal urkundlich erwähnt. 1520 wurde es durch die Hansestadt Lübeck als Exklave erworben und kam durch das Groß-Hamburg-Gesetz 1937 zum Kreis Herzogtum Lauenburg. Seit 1948 gehört die Gemeinde zum Amt Berkenthin.

## Politik

### Gemeindevertretung
Bei der Kommunalwahl 2023 errang die Freie Wählergemeinschaft Düchelsdorf alle sieben Sitze in der Gemeindevertretung. Die Wahlbeteiligung betrug 62,6 Prozent.

### Wappen
Blasonierung: „Von Rot und Grün durch einen breiten silbernen Wellenbalken, belegt mit zwei schweben-den blauen Wellenfäden, schräglinks geteilt. Oben zwei gegengewendete verstutzte silberne Pflugmesser und ein vierblättriges silbernes Kleeblatt.“

## Persönlichkeiten
- Wilhelm Stier (* 1893 in Düchelsdorf; † 1987 in Lübeck), Pädagoge und Heimatforscher